# Glashütte
Glashütte je  město v německé spolkové zemi Sasko. Nachází se v zemském okrese Saské Švýcarsko-Východní Krušné hory a má přibližně 6 600 obyvatel. Je známé především výrobou luxusních hodinek. 

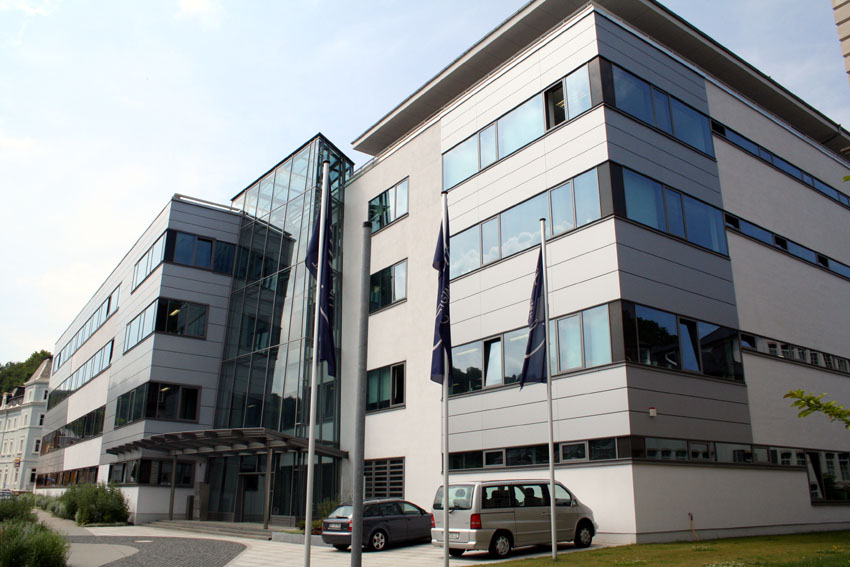
Budova manufaktury "Glashütter Uhrenbetrieb GmbH"

## Historie
Vznik místa a jeho jména je pravděpodobně spjat se sklářskou hutí, která se zde kdysi nalézala. Po vyplenění oblasti husity roku 1429, bylo místo roku 1443 označeno jako "Pustá ves s dvěma hamry" (tj. "Wüstes Dorf mit zwei Eisenhämmern"). Písemně je oblast pod označením "Glaßhutte" zmíněna poprvé roku 1445. Po objevení stříbra okolo roku 1490 zažila oblast prudký hospodářský rozmach a již roku 1506 propůjčil saský vévoda Glashütte městské právo. Těžba stříbra pokračovala ještě několik staletí, avšak na počátku 19. století byla již zdejší ložiska vyčerpána a hospodářská situace se v regionu výrazně zhoršila. Poslední těžební jáma byla uzavřena okolo roku 1870.
19. století je v Glashütte úzce spjato se zavedením a rozmachem hodinářského řemesla. V roce 1845 se ve městě usadil jako první hodinář Sas Ferdinand Adolph Lange, který tak následoval výzvu saské vlády, od níž obdržel i finanční podporu ve výši 7000 tolarů. Poté začal se vzděláváním prvních hodinářů. Přes počáteční obtíže přispěl hodinářský průmysl po roce 1875 k výraznému hospodářskému oživení města. Mezi lety 1878 - 1956 zde existovala dokonce "Německá hodinářská škola Glashütte."
V posledních dnech druhé světové války bylo Glashütte bombardováno sovětskými letadly, čímž bylo částečně zničeno. Po válce byly místní hodinářské podniky vyvlastněny a sloučeny ve státním podniku "VEB Glashütter Uhrenbetriebe" (GUB). I přesto si ale místní hodinky zachovaly díky své kvalitě vynikající pověst.
Po roce 1990 došlo jak k obnovení původních firem, tak i k založení firem zcela nových.

## Přírodní poměry
Město se nalézá ve východním Krušnohoří v údolí řeky Müglitz. Od sjednocení s obcí Reinhardtsgrimma v roce 2008 se Glashütte rozprostírá až do sousedního údolí potoka Lockwitz a leží tak ve dvou hlavních údolích východního Krušnohoří.

## Správní členění
Glashütte se dělí na 16 místních částí.
- Bärenhecke
- Börnchen
- Cunnersdorf
- Dittersdorf
- Glashütte
- Hausdorf
- Hermsdorf
- Hirschbach
- Johnsbach
- Luchau
- Neudörfel
- Niederfrauendorf
- Oberfrauendorf
- Reinhardtsgrimma
- Rückenhain
- Schlottwitz

## Muzea
- Německé muzeum hodin Glashütte (Deutsches Uhrenmuseum Glashütte) - nachází se v historickém jádru města

## Pamětihodnosti
- Kostel svatého Wolfganga

## Hospodářství
Dominantní pozici zaujímají hodinářské podniky. Roku 2011 zaměstnávaly celkem 1 160 lidí. Největší výrobci jsou podniky "Lange Uhren GmbH" (500 zaměstnanců), "Glashütter Uhrenbetrieb GmbH" (320 zaměstnanců) a "NOMOS Glashütte" (140 zaměstnanců).

## Partnerská města
- Schramberg, Bádensko-Württembersko, Německo, 1990